# Luca Crusifino
Roman Macek (nacido en McKees Rocks, Pensilvania; el 16 de noviembre de 2000) es un luchador profesional estadounidense y exjugador de fútbol americano. Actualmente trabaja para la empresa WWE, en el territorio de desarrollo NXT bajo el nombre de Luca Crusifino. Es miembro de la facción de The Family como "consigliere".

## Carrera en la lucha libre profesional

### WWE (2022-presente)
El 6 de abril de 2022, se informó que Macek había firmado con WWE después de someterse a una prueba en el WWE Performance Center.

#### NXT (2022-presente)
Posteriormente se le asignó el nombre de Luca Crusifino y en el episodio del 3 de marzo de 2023 de NXT Level Up, Crusifino debutaría con el gimmick de un abogado, perdiendo ante Dante Chen.
En NXT: Roadblock el 5 de marzo de 2024, Crusifino fue presentado como un nuevo miembro de la facción de The Family por "El Don de NXT" Tony D'Angelo como el "consigliere".